# Carex impexa
Espèce
Classification phylogénétique
Carex impexa est une espèce de plantes du genre Carex et de la famille des Cyperaceae.